# Straszów (Sainte-Croix)
Pour les articles homonymes, voir Straszów.
Straszów est un village de la voïvodie de Sainte-Croix et du powiat de Kielce. Il fait partie de la gmina de Mniów.